# Mark Edusei
Pour les articles homonymes, voir Edusei.
Mark Edusei, né le 29 septembre 1976 à Kumasi, est un footballeur ghanéen. Il évoluait au poste de milieu de terrain.

## Biographie
Mark Edusei joue principalement dans les championnats italiens et les championnats suisses.
Il est sélectionné à dix-sept reprises en équipe du Ghana entre 1995 et 2004. Il participe avec le Ghana à la Coupe d'Afrique des nations 2000.